# Жіблу (Фрібур)
Жіблу (фр. Gibloux) — громада  в Швейцарії в кантоні Фрібур, округ Сарін.

## Географія
Громада розташована на відстані близько 39 км на південний захід від Берна, 11 км на південний захід від Фрібура.
Жіблу має площу 36,1 км², з яких на 11,6% дозволяється будівництво (житлове та будівництво доріг), 63,7% використовуються в сільськогосподарських цілях, 23,9% зайнято лісами, 0,8% не є продуктивними (річки, льодовики або гори).

## Демографія
2019 року в громаді мешкало 7606 осіб (+18,1% порівняно з 2010 роком), іноземців було 15,9%. Густота населення становила 211 осіб/км².
За віковим діапазоном населення розподілялося таким чином: 24,5% — особи молодші 20 років, 62,9% — особи у віці 20—64 років, 12,6% — особи у віці 65 років та старші. Було 2993 помешкань (у середньому 2,5 особи в помешканні).
Із загальної кількості 2838 працюючих 180 було зайнятих в первинному секторі, 1094 — в обробній промисловості, 1564 — в галузі послуг.